# FBI (Fernsehserie, 2018)
FBI, bei Sat.1 auch FBI: Special Crime Unit, ist eine US-amerikanische Fernsehserie des Senders CBS. Die Krimiserie beruht auf einer Idee von Dick Wolf und Craig Turk und zeigt in abgeschlossenen Folgen die Fälle eines FBI-Teams in New York. Die Hauptrollen spielen Missy Peregrym, Jeremy Sisto und Zeeko Zaki. Alana de la Garza löste zu Beginn der zweiten Staffel Sela Ward als Vorgesetzte ab.
Seit 2020 gibt es mit FBI: Most Wanted ein Spin-Off, dessen Hauptdarsteller und Protagonisten als Gaststars in Episode 18 der ersten Staffel von FBI eingeführt wurden. Mit FBI: International startete 2021 das zweite Spin-off, entwickelt von Dick Wolf und Derek Haas.
Der Sender bestellte auf Anhieb 13 Folgen. Aufgrund zufriedenstellender Einschaltquoten wurden sie zu einer 22 Folgen umfassenden Staffel ausgebaut. Die deutschsprachige Erstausstrahlung erfolgt seit dem 1. Januar 2019 dienstags beim Sender Sat.1 emotions. Auf Sat.1 wird die Serie seit dem 10. Januar 2019 donnerstags ausgestrahlt. In der Schweiz soll die Serie ab dem 9. Januar 2019 mittwochs auf dem Sender 3+ gezeigt werden.
Im Mai 2022 verlängerte CBS die Serie um eine fünfte und sechste Staffel. Im April 2024 wurde die Serie wiederum um 3 weitere Staffeln verlängert, also bis 2027.

## Inhalt
Die Serie konzentriert sich auf die Einsätze und internen Abläufe des FBI-Büros in New York, das seine Fähigkeiten und Techniken zur Aufklärung von Verbrechen und zum Schutz der Stadt und der USA nutzt.

## Besetzung und Synchronisation
Die Synchronisation der Serie wird bei der Interopa Film nach Dialogbüchern von Rebekka Balogh erstellt, Synchronregie führen Nadine Geist (Staffel 1) und Paul Friedrich Kaiser (seit Staffel 2).
| Titel                                                 | Rolle                  | Schauspieler         | Synchronsprecher                | Episoden                  | Staffeln   | Zeitraum                  |
| ----------------------------------------------------- | ---------------------- | -------------------- | ------------------------------- | ------------------------- | ---------- | ------------------------- |
| FBI Special Agent                                     | Maggie Bell            | Missy Peregrym       | Lara Trautmann                  | 1.01–2.17 3.01–4.18 5.07– | 1–2 3–4 5– | 2018–2020 2020–2021 2022– |
| FBI Special Agent                                     | Omar Adom „O.A.“ Zidan | Zeeko Zaki           | Marcel Collé                    | 1.01–                     | 1–         | 2018–                     |
| FBI Assistant Special Agent in Charge                 | Jubal Valentine        | Jeremy Sisto         | Matthias Klie                   | 1.01–                     | 1–         | 2018–                     |
| FBI Analyst (Staffel 1) FBI Special Agent (Staffel 2) | Kristen Chazal         | Ebonée Noel          | Rubina Nath                     | 1.01–2.19                 | 1–2        | 2018–2020                 |
| FBI Special Agent in Charge                           | Ellen Solberg          | Connie Nielsen       | Katrin Fröhlich                 | 1.01                      | 1          | 2018                      |
| FBI Special Agent in Charge                           | Dana Mosier            | Sela Ward            | Maud Ackermann                  | 1.02–1.22                 | 1          | 2018–2019                 |
| FBI Special Agent in Charge                           | Isobel Castille        | Alana de la Garza    | Dana Friedrich Alexandra Wilcke | 1.18 2.01–                | 1 2–       | 2019 2019–                |
| FBI Special Agent                                     | Stuart Scola           | John Boyd            | Johannes Raspe                  | 2.01–                     | 2–         | 2019–                     |
| FBI Special Agent                                     | Tiffany Wallace        | Katherine Renee Kane | Flavia Vinzens                  | 3.01–                     | 3–         | 2020–                     |

Anmerkungen:
1. ↑  Episoden 22–77
2. ↑  Episoden 78–

## Rezeption
„Man kann sich sicher sein, dass FBI zum Dauerbrenner bei CBS werden wird. Der Cast ist nett anzuschauen, es ist schwungvoll geschrieben, das Tempo ist gut, die einzelnen Episoden sind gut gefüllt mit Action und Drama und der Stoff ist beeindruckend konstant. Das kommt an. Viele Menschen brauchen und mögen diese Art von Gewohnheit. Zu wissen, was ihnen bevorsteht, wenn sie den Fernseher einschalten. Jede Woche neues Altes erleben. Von Fall zu Fall das glückliche Ende vorhersagen zu können, denn Schockierendes wird nicht passieren und gelöst werden die Fälle allemal. FBI ist so berechenbar, dass es schon wieder beeindruckt und es besteht kein Zweifel, dass dieses einfach gestrickte Muster Erfolg haben wird.“